# Varennes-sur-Fouzon
Varennes-sur-Fouzon är en kommun i departementet Indre i regionen Centre-Val de Loire i de centrala delarna av Frankrike. Kommunen ligger i kantonen Saint-Christophe-en-Bazelle som tillhör arrondissementet Issoudun. År 2018 hade Varennes-sur-Fouzon 665 invånare.

## Befolkningsutveckling
Antalet invånare i kommunen Varennes-sur-Fouzon
Referens:INSEE